# Lars Jensen (fodboldspiller)
 Der er for få eller ingen kildehenvisninger i denne artikel, hvilket er et problem. Du kan hjælpe ved at angive troværdige kilder til de påstande, som fremføres i artiklen.

 For alternative betydninger, se Lars Jensen. (Se også artikler, som begynder med Lars Jensen)
Lars Jensen (født 4. juli 1975) er en tidligere dansk fodboldspiller, som senest spillede for AC Horsens i Superligaen.